# Juliaan van Tarsus

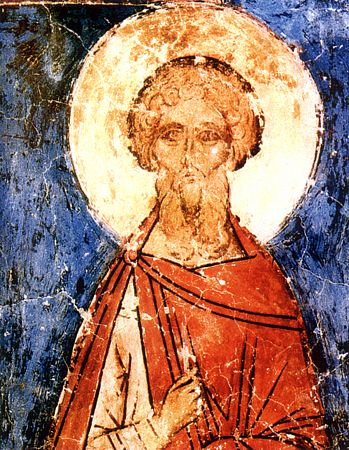
Juliaan van Tarsus

Sint Juliaan van Tarsus (* (?) - † rond 305-311) (ook Juliaan van Antiochië, Juliaan van Cilicië, Juliaan van Anazarbus, in plaats van Juliaan ook Julianus) wordt als een christelijke martelaar vereerd.

## Levensbeschrijving
De vader van Juliaan was een heidense senator en zijn moeder een christin. Na het overlijden van zijn vader verhuisde hij met zijn moeder naar Tarsus. Daar werd Juliaan gedoopt en opgevoed als christen. Tijdens een zware christenvervolging onder keizer Diocletianus werd Juliaan om zijn geloof gearresteerd en voor de Romeinse bestuurder Marcianus geleid. Hij werd gemarteld en mishandeld, maar Juliaan weigerde afstand te doen van zijn geloof. Een jaar lang paradeerde men met Juliaan door de steden van Cilicië, waar hij in elke stad opnieuw aan verhoor en martelingen werd onderworpen. Tijdens deze tochten volgde zijn moeder hem voortdurend om hem te helpen en aan te moedigen om niet op te geven.
In de veronderstelling dat de moeder haar zoon inmiddels had overgehaald zich te onderwerpen aan het keizerlijk bevel werd Juliaan opnieuw voorgeleid. Tijdens het proces prees de gouverneur de moeder uitvoerig vanwege haar bezonnenheid, maar zij getuigde stoutmoedig van haar geloof in Jezus Christus. Onbevreesd wees zij zelfs het Romeinse polytheïsme af. Geschokt gaf de gouverneur opdracht haar de voeten af te hakken: zij had immers haar zoon sinds zijn arrestatie steeds gevolgd. Marcianus liet Juliaan vervolgens in een dichtgenaaide zak met zand, schorpioenen en adders stoppen en daarna in zee gooien. De stroming bracht het lichaam naar Alexandrië waar hij tijdelijk werd begraven totdat hij later werd overgebracht naar Antiochië.
De heilige Johannes Chrysostomus droeg in Antiochië een homilie op ter ere van Juliaan. Er wordt verondersteld dat de relieken van de heilige Juliaan in de basiliek van Antiochië werden bijgezet.

## Feestdag
- Rooms-Katholieke Kerk: 16 maart
- Orthodoxe kerken: 16 maart en 21 juni
- Armeense Kerk: 18 april[2]